# James Joseph Sweeney
James Joseph Sweeney (* 10. Januar 1913 in San Francisco, Kalifornien; † 20. Juni 1968 ebenda) war ein US-amerikanischer römisch-katholischer Geistlicher und Bischof von Honolulu.

## Leben
James Joseph Sweeney empfing am 4. Juni 1938 in der Kathedrale Mariä Himmelfahrt durch Erzbischof Edward Joseph Hanna das Sakrament der Priesterweihe für das Erzbistum San Francisco.
Am 29. Dezember 1956 ernannte ihn Papst Pius XII. zum Bischof von Honolulu. Der Erzbischof von San Francisco, John Joseph Mitty, spendete ihm am 27. Februar 1957 die Bischofsweihe; Mitkonsekratoren waren der Bischof von Oklahoma City und Tulsa, Eugene Joseph McGuinness, und der Erzbischof von Seattle, Thomas Arthur Connolly.